# Équipe de Suisse de football en 2000
Cet article présente les résultats de l'équipe de Suisse de football lors de l'année 2000. En octobre, elle rencontre pour la première fois l'équipe des îles Féroé.

## Bilan
|           | Nombre de matchs | Victoires | Défaites | Matchs nuls | Buts marqués | Buts encaissés |
| Domicile  | 4                | 1         | 1        | 2           | 9            | 6              |
| Extérieur | 4                | 1         | 0        | 3           | 8            | 5              |
| Neutre    | 1                | 0         | 1        | 0           | 0            | 1              |
| Total     | 9                | 2         | 2        | 5           | 17           | 12             |

## Matchs et résultats
| Match amical                                | Oman           | 1 - 4   | Suisse                                   | Sultan Qaboos Sports Complex, Mascate        |                                              |
| 19 février 2000 · Historique des rencontres | Ali 77e (pen.) | (0 - 2) | 17e 67e Cantaluppi · 38e Rey · 89e Yakın | Spectateurs : 600 Arbitrage : Abdel Al Naqbi | Spectateurs : 600 Arbitrage : Abdel Al Naqbi |
| 19 février 2000 · Historique des rencontres | Rapport        |         |                                          | Spectateurs : 600 Arbitrage : Abdel Al Naqbi | Spectateurs : 600 Arbitrage : Abdel Al Naqbi |

| Match amical                                | Émirats arabes unis | 1 - 0   | Suisse | Sultan Qaboos Sports Complex, Mascate        |                                              |
| 23 février 2000 · Historique des rencontres | Ali 86e             | (0 - 0) |        | Spectateurs : 200 Arbitrage : Mohamed Muflah | Spectateurs : 200 Arbitrage : Mohamed Muflah |
| 23 février 2000 · Historique des rencontres | Rapport             |         |        | Spectateurs : 200 Arbitrage : Mohamed Muflah | Spectateurs : 200 Arbitrage : Mohamed Muflah |

| Match amical                             | Suisse                         | 2 - 2   | Norvège                         | Cornaredo, Lugano                                  |                                                    |
| 29 mars 2000 · Historique des rencontres | Chapuisat 56e · Cantaluppi 74e | (1 - 1) | 32e Solbakken · 73e Skammelsrud | Spectateurs : 5 800 Arbitrage : Pasquale Rodomonti | Spectateurs : 5 800 Arbitrage : Pasquale Rodomonti |
| 29 mars 2000 · Historique des rencontres | Rapport                        |         |                                 | Spectateurs : 5 800 Arbitrage : Pasquale Rodomonti | Spectateurs : 5 800 Arbitrage : Pasquale Rodomonti |

| Match amical                              | Allemagne   | 1 - 1   | Suisse    | Fritz-Walter, Kaiserslautern                   |                                                |
| 26 avril 2000 · Historique des rencontres | Kirsten 85e | (0 - 1) | 33e Yakın | Spectateurs : 32 000 Arbitrage : Morgan Norman | Spectateurs : 32 000 Arbitrage : Morgan Norman |
| 26 avril 2000 · Historique des rencontres | Rapport     |         |           | Spectateurs : 32 000 Arbitrage : Morgan Norman | Spectateurs : 32 000 Arbitrage : Morgan Norman |

| Match amical                             | Suisse                    | 2 - 2   | Grèce                           | Espenmoos, Saint-Gall                              |                                                    |
| 16 août 2000 · Historique des rencontres | Comisetti 14e · Yakın 79e | (1 - 2) | 21e Ouzounídis · 24e Georgiádis | Spectateurs : 6 000 Arbitrage : Tom Henning Øvrebø | Spectateurs : 6 000 Arbitrage : Tom Henning Øvrebø |
| 16 août 2000 · Historique des rencontres | Rapport                   |         |                                 | Spectateurs : 6 000 Arbitrage : Tom Henning Øvrebø | Spectateurs : 6 000 Arbitrage : Tom Henning Øvrebø |

| Éliminatoires CM 2002                        | Suisse  | 0 - 1   | Russie            | Hardturm, Zurich                                    |                                                     |
| 2 septembre 2000 · Historique des rencontres |         | (0 - 0) | 74e Bestchastnykh | Spectateurs : 14 550 Arbitrage : Kim Milton Nielsen | Spectateurs : 14 550 Arbitrage : Kim Milton Nielsen |
| 2 septembre 2000 · Historique des rencontres | Rapport |         |                   | Spectateurs : 14 550 Arbitrage : Kim Milton Nielsen | Spectateurs : 14 550 Arbitrage : Kim Milton Nielsen |

| Éliminatoires CM 2002                      | Suisse                                                                   | 5 - 1   | Îles Féroé  | Hardturm, Zurich                                 |                                                  |
| 7 octobre 2000 · Historique des rencontres | Zwyssig 26e · Fournier 35e · Türkyılmaz 43e (pen.) 45e (pen.) 53e (pen.) | (4 - 1) | 4e Petersen | Spectateurs : 9 600 Arbitrage : Costas Kapitanis | Spectateurs : 9 600 Arbitrage : Costas Kapitanis |
| 7 octobre 2000 · Historique des rencontres | Rapport                                                                  |         |             | Spectateurs : 9 600 Arbitrage : Costas Kapitanis | Spectateurs : 9 600 Arbitrage : Costas Kapitanis |

| Éliminatoires CM 2002                       | Slovénie                  | 2 - 2   | Suisse             | Bežigrad, Ljubljana                         |                                             |
| 11 octobre 2000 · Historique des rencontres | Šiljak 44e · Ačimovič 78e | (1 - 1) | 20e 66e Türkyılmaz | Spectateurs : 8 000 Arbitrage : Paul Durkin | Spectateurs : 8 000 Arbitrage : Paul Durkin |
| 11 octobre 2000 · Historique des rencontres | Rapport                   |         |                    | Spectateurs : 8 000 Arbitrage : Paul Durkin | Spectateurs : 8 000 Arbitrage : Paul Durkin |

| Match amical                                 | Tunisie      | 1 - 1   | Suisse         | El Menzah, Tunis                                      |                                                       |
| 15 novembre 2000 · Historique des rencontres | Bouazizi 68e | (0 - 1) | 20e Cantaluppi | Spectateurs : 4 000 Arbitrage : Jamaleddine Ben Chana | Spectateurs : 4 000 Arbitrage : Jamaleddine Ben Chana |
| 15 novembre 2000 · Historique des rencontres | Rapport      |         |                | Spectateurs : 4 000 Arbitrage : Jamaleddine Ben Chana | Spectateurs : 4 000 Arbitrage : Jamaleddine Ben Chana |